# La Rivière-Drugeon
La Rivière-Drugeon è un comune francese di 808 abitanti situato nel dipartimento del Doubs nella regione della Borgogna-Franca Contea.

## Società

### Evoluzione demografica
Abitanti censiti